# محفوظات علم النفس العلمي
محفوظات علم النفس العلمي (بالإنجليزية: Archives of Scientific Psychology)‏ هي مجلة أكاديمية ذات وصول مفتوح تنشرها جمعية علم النفس الأمريكية. تتضمن مقالات تتعلق بالعديد من المجالات الفرعية المختلفة لعلم النفس، بما في ذلك علم الأعصاب وعلم النفس السياسي. كما تحتوي تتضمن المجلة مقالات تغطي العديد من منهجيات البحث المختلفة التي يستخدمها علماء النفس. ورينولدز (جامعة تكساس إيه آند إم) هو رئيس التحرير. يتم تجريده وفهرسته في سايسينفو [الإنجليزية]. كما تفرض سياسة المجلة مشاركة البيانات، ولكن تعرضت لانتقاد في هذه الممارسة.